# Danserinden og de fem Skæbner
Danserinden og de fem Skæbner (originaltitel: The Bridge of San Luis Rey er en amerikansk dramafilm fra 1929, instrueret af Charles Brabin og havde Lili Damita og Don Alvarado i hovedrollerne.
Filmen blev udgivet af Metro-Goldwyn-Mayer, både i en stumfilmsversion og en delvis tonefilm. Filmen er baseret på romanen The Bridge of San Luis Rey af Thornton Wilder. Cedric Gibbons vandt en Oscar for bedste scenografi for sit arbejde med filmen.

## Medvirkende
- Lili Damita som Camila (La Perichole)
- Ernest Torrence som Uncle Pio
- Raquel Torres som Pepita
- Don Alvarado som Manuel
- Duncan Renaldo som Esteban
- Henry B. Walthall som Father Juniper
- Michael Vavitch som Viceroy
- Emily Fitzroy som Marquesa
- Jane Winton som Doña Carla
- Gordon Thorpe som Jaime
- Mitchell Lewis som Capt. Alvarado
- Paul Ellis som Don Vicente
- Eugenie Besserer som En Nonne
- Tully Marshall som En bybo

## Eksterne Henvisninger
- Danserinden og de fem Skæbner på Internet Movie Database (engelsk)
- Danserinden og de fem Skæbner på AllMovie (engelsk)
- Danserinden og de fem Skæbner hos British Film Institute (engelsk)
- Danserinden og de fem Skæbner på The Movie Database (engelsk)
- Danserinden og de fem Skæbner på Netflix (engelsk)